# Moussa Traoré
Moussa Traoré (* 25. září 1936, Kayes, Francouzský Súdán – 15. září 2020, Bamako) byl druhým prezidentem Mali.
První kapitola života syna rolnické rodiny byla spojena s armádou. Od raného věku procházel sítí vojenských škol a nakonec vstoupil do francouzské armády. Poté, kdy Mali získalo roku 1960 nezávislost, začal budovat svoji kariéru v nově vznikající armádě své vlasti.
Postavení vojska bylo ohrožené, když prezident Keïta založil roku 1967 konkurenční ozbrojenou složku – lidové milice. Traoré se postavil do čela vojenského převratu, který úspěšně ukončil v roce 1968 Keïtovu vládu. Traoré se stal malijským prezidentem a přislíbil návrat civilní vlády poté, kdy se přechodné vládě podaří zlepšit ekonomického podmínky v zemi. V prvních letech v úřadě byl jen prvním mezi rovnými, vojenská junta dále rozhodovala kolektivně.
Pod Traorého vedením nedošlo k odstranění Keïtových socialistických programů, které se těšily určité podpoře. Traoré je však doplnil o finanční pomoc Francie a dalších západních dárců, se kterými úspěšně navázal kontakty. Sucha na počátku 70. let však ekonomickou situaci v zemi dále zhoršila. 

Z narůstajících sporů uvnitř vládnoucího výboru vyšel Traoré vítězně a koncem února 1978 odstavil od moci zbývající čtyři vojenské představitele. Civilní vláda se do Mali vrátila roku 1979, avšak v podobě, kterou si Traoré naplánoval. Jedinou povolenou politickou stranou se stal jeho vlastní Union Démocratique du Peuple Malien (Demokratický svaz malijského lidu). To mu zaručovalo, jako již jasné jedničce malijského mocenského žebříčku, jistotu opakované volby prezidentem a také dostatek prostředků k převedení na tajné soukromé účty v zahraničí.
Aby získal další prostředky ze zahraničí, musel v 80. letech Traoré přistoupit na hlubší ekonomické reformy navrhované Světovou bankou a Mezinárodním měnovým fondem. Ostře vystupoval proti bující korupci – koncem 80. letech bylo několik osob za defraudaci veřejných prostředků odsouzeno k smrti. Rozsudky však nebyly provedeny.
Rostoucí nezaměstnanost vyvolala ostré protesty široké populace. Snaha vyjít demonstrantům vstříc drobnými ústupky byla brzy vystřídána silovým řešeními, zvláště poté, kdy počátek 90. let přinesl ve světle celosvětových události demokratizační požadavky.
Potom, kdy v březnu 1991 bezpečnostní síly zabily přes sto účastníků demonstrace, provedl Amadou Toumani Touré v zemi vojenský převrat a Traoré byl uvězněn. Druhý malijský prezident byl spolu se svojí ženou a švagrem koncem 90. let odsouzen za vraždu a defraudaci k trestu smrti, který nový prezident Alpha Oumar Konaré změnil na doživotní žalář. Traoré však přece jen nakonec mohl vyjít z vězení jako svobodný muž. Byl propuštěn roku 2002 poté, kdy mu odstupující prezident Konaré udělil milost.

## Vyznamenání
- Řád José Martího – Kuba, 1989[2]